# Gemetselde spits

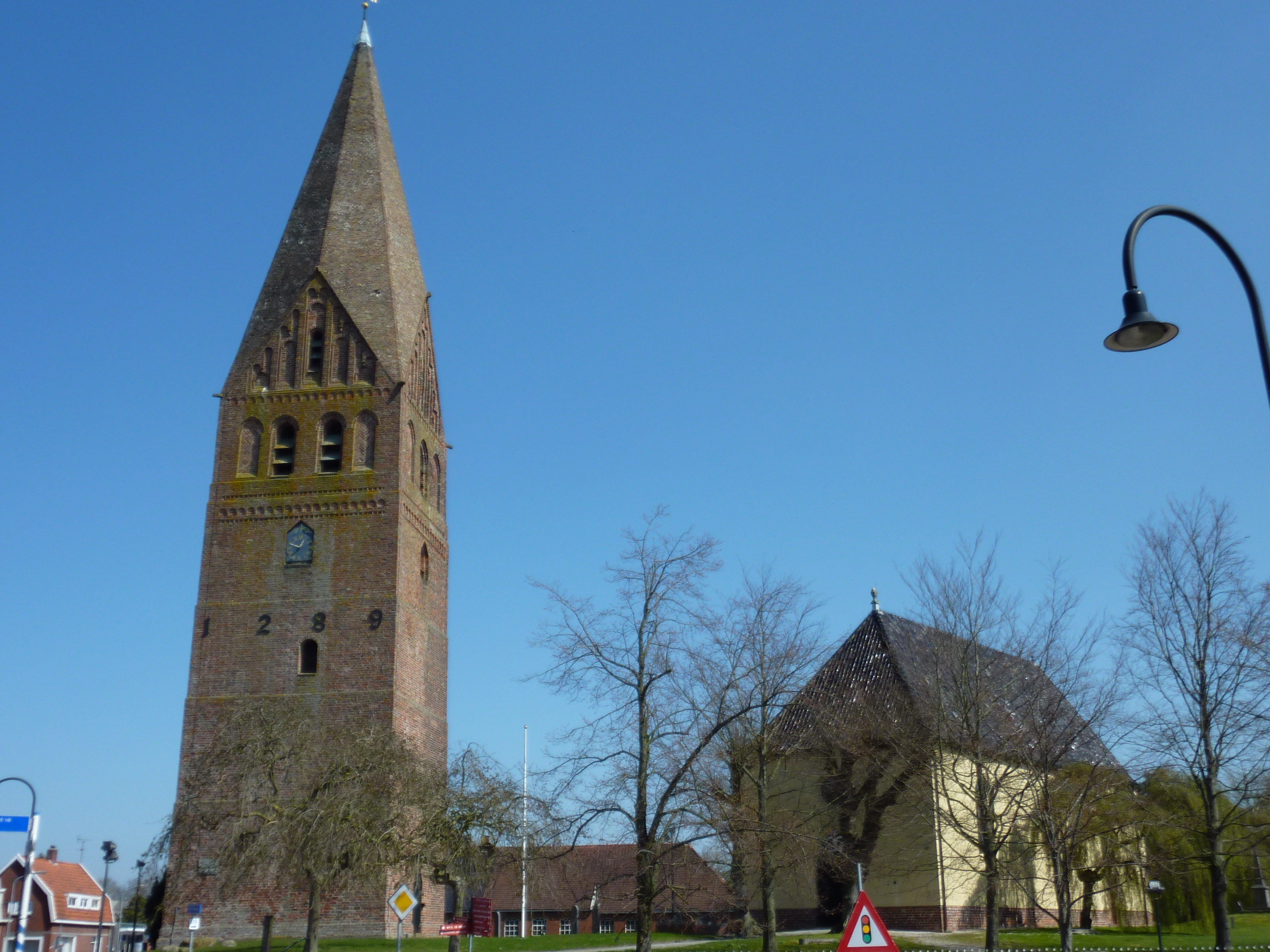
De Juffertoren met gemetselde spits in Schildwolde

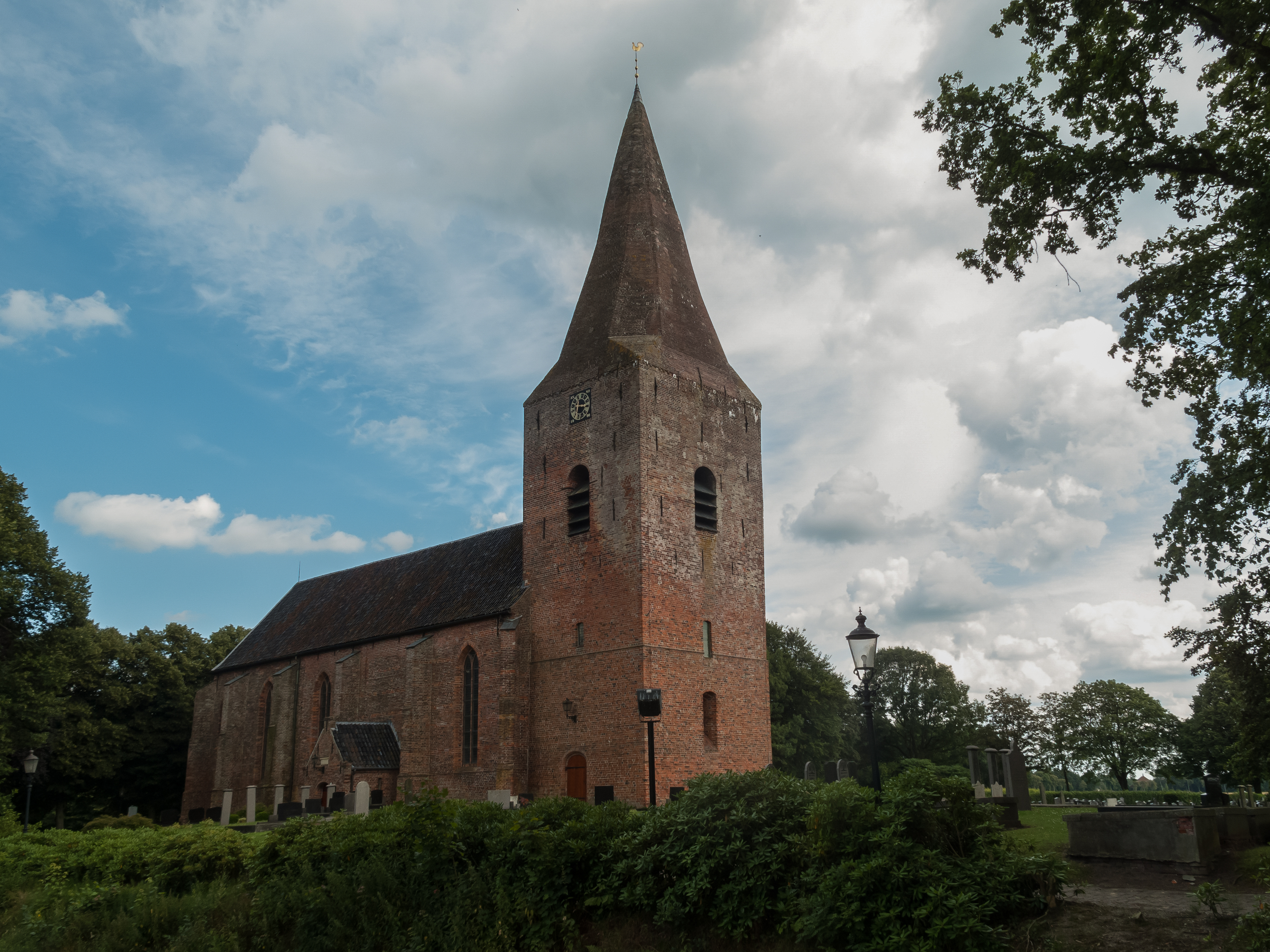
De Nicolaaskerk met Juffertoren te Onstwedde

Bij een gemetselde torenspits of helm (in Groningen juffertoren genoemd) bestaat de dakbedekking van de torenspits uit baksteen, onafhankelijk van de dakvorm. In principe is het mogelijk elk hellend dakvlak te metselen, wel moet rekening worden gehouden met het gewicht en het wateropnemend vermogen van de bakstenen, een poreuze steensoort kan hier niet gebruikt worden.
Oudere voorbeelden bevinden zich in Duitsland, België en Frankrijk, met name in Kustvlaanderen en Normandië.

## Verspreiding
In Nederland is deze dakconstructie onder andere toegepast bij de volgende torens:
- Toren van de hervormde kerk in Abbekerk
- Oude Kerk te Delft
- Toren van de hervormde kerk te Den Burg (Texel)
- De traptoren van de Sint-Adriaanskerk in Dreischor
- Toren van de hervormde kerk te Harich
- Toren van de Dorpskerk van Heemskerk
- Toren van de Hippolytuskerk in Hippolytushoef
- Toren van de Sint Janskerk in Hoorn op Terschelling (de oorspronkelijke rond 1330 gemetselde spits werd in 1875 vervangen door een houten exemplaar)
- Torens van de Sint Jansbasiliek in Laren (NH)
- Bonifaciuskerk in Medemblik
- Juffertoren van de Nicolaaskerk in Onstwedde
- Toren van de Michaëlskerk in Oosterland
- Toren van de hervormde kerk in Opperdoes
- Juffertoren van Schildwolde
- Toren bij de kerk in Surhuizum
- Toren van hervormde kerk in Twisk
- Westtoren van de hervormde Kerk in Uitgeest
- De traptoren van de hervormde kerk van Waarde
- Toren van hervormde kerk in Wognum
- Toren van de hervormde kerk van Zwaag

Er zijn meer voorbeelden geweest, onder andere in Doornspijk (afgebroken in 1826 na een overstroming), bij de St. Nicolaaskerk te Oosterwolde (Gelderland) (afgebroken 1844), Kamperveen (mogelijk afgebroken in 1859) en een stuk of tien gesloopte torens in de provincie Groningen.
In België zijn stenen spitsen vooral te vinden in het Brugse Vrije en de Westhoek, onder meer in:
- Brugge (O.L.V.Kerk)
- Bulskamp
- Hondschote (Frankrijk)
- Ieper (St.Maartenskerk)
- Lo
- Nieuwpoort
- Oostende (St.Petrus-en-Pauluskerk)
- Poperinge (O.L.V.Kerk)
- Rumbeke
- Stuivekenskerke
- Vinkem

In Engeland zijn stenen spitsen onder meer te vinden in:
- Bristol, St.Mary Redcliffe
- Louth (Lincs) St.James' Church
- Moulton (Lincs) All Saints' Church
- Oundle (Northans) St.Peter's Church
- Oxford (Oxon) St.Mary the Virgin
- Saffron Walden (Essex) St. Mary the Virgin
- Salisbury (Wilts) Cathedral of Saint Mary
- Thaxted (Essex) St.John the Baptist's Church
- Whittlesey (Cambs) St.Mary's Church

Achtkantige spitsen (broach spires) komen voor in:
- Alnmouth (Northum) St.John's Church
- Ketton (Rut) St.Mary's Church
- Muston (Leic) St.John the Baptist
- Pickworth (Lincs) St.Andrew's Church
- Stamford (Lincs) St.Mary's Church

achtkantige tussen vier topgevels · afgeknot · erker/arkeltorentjes · flankerende torentjes · gedraaid · gemetseld · ingesnoerd · klokvormig · kruisdak · naald · parabool · rombisch/ruit · ui